# Highland (zespół muzyczny)
Highland – niemiecki zespół, grający muzykę z gatunku dance/hip-hop. Członkowie grupy to: Nicole Heiland (wokal) oraz Dean Burke (rap) i Patrice "Lady Scar" Gansau (rap).
Pierwszy singel, Bella Stella, powstał w 1999 roku i szybko stał się przebojem. W 2000 roku wydany został album pod tym samym tytułem, zawierający trzy dodatkowe single: Se Tu Vuoi, Solo Tu oraz Veni Vidi Vici. Wszystkie z nich cechowała podobna formuła, to znaczy wokale w języku włoskim z wstawkami hip-hopowymi, oraz muzyka elektroniczna. 
W 2001 roku, Highland wydał kolejny singel zatytułowany Magic Fortuna, bazujący na utworze O Fortuna - fragmencie kompozycji Carmina Burana autorstwa Carla Orffa. Najważniejszą różnicą pomiędzy tym singlem a całym albumem Bella Stela było to, że nie nagrywał go Dean Burke ani Patrice "Lady Scar" Gansau, lecz sama Nicole Heiland, a wszystkie utwory były wykonywane tylko w języku włoskim.
W roku 2008 grupa Highland powróciła z nowym albumem " Dimmi Perche " i promującym go singlem pod tym samym tytułem " Dimmi Perche "

## Single
- Bella Stella (1999)
- Se Tu Vuoi (2000)
- Solo Tu (2000)
- Veni Vidi Vici (2000)
- Magic Fortuna (2001)
- Dimmi Perche (2008)